# HD 82785
HD 82785，又名CD-38 5676，SAO 200492、HR 3812，是一颗恒星，视星等为6.43，位于銀經266.19，銀緯9.2，其B1900.0坐标为赤經9h 29m 5.9s，赤緯-38° 9.2′ 12″。